# Lisserbroekpolder
De Lisserbroekpolder is een polder en een voormalig waterschap in de gemeente Lisse, in de Nederlandse provincie Zuid-Holland.
Het waterschap was verantwoordelijk voor de vervening, drooglegging en later de waterhuishouding in de polder.
Het oostelijke deel van de polder werd tijdens de drooglegging van het Haarlemmermeer (1840–1852) afgesneden door de ringvaart daarvan. Hier ligt nu het dorp Lisserbroek. Het westelijke deel ging op in het waterschap Meer- en Duinpolder.